# Strychnos elaeocarpa
Strychnos elaeocarpa är en tvåhjärtbladig växtart som beskrevs av Ernest Friedrich Gilg och Leeuwenb.. Strychnos elaeocarpa ingår i släktet Strychnos och familjen Loganiaceae. Inga underarter finns listade i Catalogue of Life.